# アルト・ラプソディ
『アルト・ラプソディ』（ドイツ語: Alt-Rhapsodie）作品53は、アルト独唱と男声合唱および管弦楽のため、ヨハネス・ブラームスが1869年に作曲した作品である。ゲーテの詩『冬のハルツ紀行』（ドイツ語: Harzreise im Winter）に曲付けされており、本来の題名は『ゲーテの「冬のハルツの旅」からの断章』（ドイツ語: Fragment aus «Harzreise im Winter»）であるが、アルト独唱に焦点が置かれていることからこのような通称があたかも正式名称であるかのように認知されている。
三部形式で構成されており、ハ短調による第1部と第2部は、独唱と管弦楽によって人間嫌いの放浪者の心の痛みが描き出される。第2部は実質的にはアリアである。ハ長調の第3部は合唱が加わり、旅人の心痛を取り去るように神へ祈願するのである。『アルト・ラプソディ』は『ドイツ・レクイエム』の1年後に作曲されており、第3部の声楽や合唱の書法に後者との類似点が見られる。
1870年の初演では、クララ・シューマンの親友ポーリーヌ・ガルシア＝ヴィアルドが独唱を担当した。
作曲当時ブラームスは、ロベルトおよびクララ・シューマン夫妻の三女ユーリエに、若き日のクララの面影を見出してほのかな思いを寄せていた。しかし内気なブラームスのいつもの癖で、なかなか気持ちを打ち明けられずにいるうちに、母クララはイタリアの貴族からの求婚を容れてユーリエを婚約させてしまう。そのことを打ち明けられたブラームスは「怒りをもって」本作を作曲したのだと友人に語ったという。
全曲を通じて演奏に12分から15分を要する。

## 外部サイト
- Alto Rhapsodyの楽譜 - 国際楽譜ライブラリープロジェクト
- Detailed listening guide using a recording conducted by Claudio Abbado